# ノトル・パラディ
『ノトル・パラディ』（仏: Notre paradis、英: Our Paradise）は、2011年のフランスの犯罪恋愛ドラマ映画。
監督はガエル・モレル、出演はステファーヌ・リドーとディミトリ・デュアデーンなど。
30代半ばとなって客を取れなくなった男娼と若い男娼の恋愛を、犯罪と逃避行の中で描いている。
日本では2025年1月時点で劇場公開はされておらず、ソフト化も配信もされていないため、本記事のタイトル「ノトル・パラディ」は日本語タイトルではなく、原題「Notre paradis」のカナ表記である。

## ストーリー
ヴァシリは、30代半ばのパリの男娼で、その仕事を続けるには年を取りすぎていることを受け入れられずにいる。そんなヴァシリは、年齢についてくどくどと言ってきた客に怒りを爆発させ、その客を絞殺する。その夜遅く、彼はブローニュの森（ハッテン場として知られる公園）で、明らかに売春をしていて暴行されたと見られる10代らしき少年が意識を失っているのを見つける。自分の名前や過去のことを何も覚えていないと言い張る少年を、ヴァシリは自分のアパートに連れて行き、腹部の天使のタトゥーから、アンジェロと呼ぶことにする。最初は純粋に性的な関係だった2人は、やがて恋愛関係に発展し、さらにはゲイの2人組による残忍な連続殺人へと至ることとなる。
ヴァシリとアンジェロはコンビを組んで売春を始める。ある客はアンジェロとだけセックスをしたがり、ヴァシリを帰らせるが、怒ったヴァシリは帰ったふりをして隠れ、アンジェロが去った後にその客を殺害する。次の殺人はアンジェロの目の前で行われる。アンジェロを痛ぶろうとしていた客が殺されたことでアンジェロは満足する。殺人のいくつかはヴァシリがアンジェロを守りたいとの動機によるものだが、他は欲望とヴァシリの傷ついたプライドによるものである。そんなある日、アンジェロと出会った夜に絞殺したはずの客が生きていたことを知ったヴァシリは、アンジェロとともにパリから逃げ出す。2人は世界のどこかに「2人だけのパラダイス」があると信じていたのである。
ここで、同じくヴァシリという名の幼い少年が登場する。彼は母親のアンナと暮らしており、アンナもまた過去を手放せずにいる元売春婦である。彼女と大人のヴァシリは古い友人で、彼女は彼にちなんで息子をヴァシリと名付けたが、彼は父親ではない。パリを離れたヴァシリとアンジェロはリヨンのアンナのアパートにやって来る。当初、ヴァシリ少年はヴァシリが母親を奪おうとしているのではないかと恐れていたが、ヴァシリとアンジェロの関係を知ると、2人にすっかり懐いてしまう。アンナ、アンジェロ、大人のヴァシリは3人でセックスをし、その後はすっかり打ち解けあって親密な関係になる。アンナ、アンジェロ、2人のヴァシリは緩やかな家族を形成し、その中でヴァシリはヴァシリ少年に対して父親の役割を果たせるようになる。
アンジェロと2人のヴァシリは、山中にあるヴィクトルの豪邸にやって来る。ヴィクトルはヴァシリの最初の客で、ヴァシリのアパートの家賃を払うなど、ヴァシリの人生において父親のような役割を果たしていた人物である。ヴィクトルの若いモロッコ人の恋人カメルは、ヴァシリとアンジェロがやって来た目的を疑い、彼らが滞在するならヴィクトルのもとを去ると言い出す。ヴィクトルは何とかカメルを説得して家に留まらせるが、客人たちに対しては、ヴィクトルとカメルが関係を修復するためにしばらく2人きりの時間が必要だと告げる。ヴァシリはそれは問題ないと答え、翌日出ていくと言う。しかし、実際には「ヴィクトルも結局は他の客と同じだ」とアンジェロに不満を漏らし、その後、アンジェロの助けを借りてヴィクトルとカメルを殺害する。ヴァシリ少年はヴィクトルの殺害を目撃するが、ヴァシリに詰め寄られ、誰にも言わないと約束する。
ヴァシリ少年の望み通りにアンナがやって来て、その夜、彼女とヴァシリ、アンジェロは再び3人でセックスをする。アンナの喘ぎ声を聞いたヴァシリ少年は、ベッドで2人の男の間でぐったりし、明らかに意識を失っている母親の姿を目撃して、彼女も2人に殺されたと思い込んでしまう。彼は家から逃げ出し、警察に殺人について話す。翌朝早く、警察はヴァシリとアンジェロを逮捕する。

## キャスト
- ヴァシリ: ステファーヌ・リドー - 30代半ばの男娼。
- アンジェロ: ディミトリ・デュアデーン - 過去を一切語ろうとしない青年。
- アンナ: ベアトリス・ダル - ヴァシリの古い友人。
- ヴィクトル: ディディエ・フラマン（フランス語版）
- 最初の客: ジャン＝クリストフ・ブヴェ（フランス語版）
- アンナの母: レイモンド・ブロンシュタイン
- カメル: マリク・イソラ - ヴィクトルの現在の恋人。
- ヴァシリ少年: マティス・モリセ - アンナの息子。
- 医者: ロラン・コペ（フランス語版）

## 作品の評価
アロシネによれば、フランスの9つのメディアによる評価の平均点は5点満点中2.4点となっている。
レザンロキュプティーブル誌のジャン＝バティスト・モランは満点をつけ、ガエル・モレル監督のバランスを評価している。
バラエティ誌のボイド・ヴァン・ホエイは「殺人鬼の男娼を描いた退屈なドラマ」とした上で「頻繁に全裸が登場するので、それほど要求の高くない観客なら夢中になれるかもしれない」と酷評している。